# 鎌倉夏来
鎌倉 夏来（かまくら なつき、1987年 - ）は、工業地理学を専門とする日本の経済地理学研究者。東京大学助教を経て、2020年4月より東京大学准教授。

## 経歴
神奈川県生まれ。
2011年に東京大学教養学部を卒業して大学院総合文化研究科に進み、2013年4月から2016年3月まで、日本学術振興会特別研究員（DC１）として博士課程に在籍、次いで4月から日本学術振興会特別研究員（PD）として明治大学に転じた後、5月に東京大学総合文化研究科広域科学専攻広域システム科学系の助教となった。
この間、四日市市のコンビナートをはじめ、各地で産業立地に関するフィールドワークをおこない、2016年には「日系化学企業における研究開発機能の空間的分業と知識フローに関する地理学的研究」により東京大学から博士（学術）を取得した。
2020年4月1日付けで、東京大学 大学院総合文化研究科 地域未来社会連携研究機構の准教授に昇任した。

## おもな著書

### 単著
- 研究開発機能の空間的分業：日系化学企業の組織・立地再編とグローバル化、東京大学出版会、2018年

### 共著
- （松原宏との共著）工場の経済地理学、原書房、2016年